# Juan de la Garza
Juan Gerardo de la Garza Tenorio (né le 20 septembre 1961 à Monclova) est un athlète mexicain, spécialiste du lancer de javelot. 

## Biographie

### Palmarès
| Date | Compétition                                      | Lieu                       | Résultat | Épreuve | Performance |
| ---- | ------------------------------------------------ | -------------------------- | -------- | ------- | ----------- |
| 1981 | Championnats d'Amérique centrale et des Caraïbes | Saint-Domingue             | 3e       | Javelot | 72,70 m     |
| 1983 | Championnats d'Amérique centrale et des Caraïbes | La Havane                  | 3e       | Javelot | 75,22 m     |
| 1985 | Championnats d'Amérique centrale et des Caraïbes | Nassau                     | 3e       | Javelot | 74,90 m     |
| 1986 | Jeux d'Amérique centrale et des Caraïbes         | Santiago de los Caballeros | 2e       | Javelot | 74,28 m     |
| 1987 | Jeux panaméricains                               | Indianapolis               | 3e       | Javelot | 73,76 m     |
| 1988 | Championnats ibéro-américains                    | Mexico                     | 2e       | Javelot | 73,48 m     |
| 1990 | Jeux d'Amérique centrale et des Caraïbes         | Mexico                     | 2e       | Javelot | 76,60 m     |
| 1991 | Championnats d'Amérique centrale et des Caraïbes | Xalapa                     | 1er      | Javelot | 75,78 m     |
| 1995 | Championnats d'Amérique centrale et des Caraïbes | Guatemala                  | 2e       | Javelot | 74,74 m     |

### Records
| Épreuve                 | Performance  | Lieu          | Date         |
| ----------------------- | ------------ | ------------- | ------------ |
| Javelot (ancien modèle) | 82,68 m      | Mexico        | 7 juin 1986  |
| Javelot (modèle actuel) | 80,46 m (RN) | Ciudad Juárez | 28 juin 1992 |